# Distrito de Wangen
El distrito de Wangen es uno de los antiguos 26 distritos del cantón de Berna, Suiza, ubicado al nordeste del cantón, tiene una superficie de 151 km². La capital del distrito era Wangen an der Aare.

## Geografía
El distrito de Wangen hace parte de la región del Oberaargau. Limita al norte con los distritos de Thal (SO) y Gäu (SO), al este con Aarwangen, al sur con Burgdorf, y al oeste con los distritos de Wasseramt (SO) y Lebern (SO).

## Historia
Disuelto el 31 de diciembre de 2009, tras la entrada en vigor de la nueva organización territorial del cantón de Berna. Las comunas del distrito de Wangen fueron atribuidas en su totalidad el nuevo distrito administrativo de Alta Argovia.

## Comunas
| Comuna                   | Población (31.12.2007) | Superficie en km² |
| ------------------------ | ---------------------- | ----------------- |
| Attiswil                 | 1325                   | 7,7               |
| Berken                   | 50                     | 1,4               |
| Bettenhausen             | 496                    | 2,0               |
| Bollodingen              | 233                    | 2,0               |
| Farnern                  | 208                    | 3,7               |
| Graben                   | 299                    | 3,2               |
| Heimenhausen²            | 967                    | 5,9               |
| Hermiswil                | 94                     | 23,4              |
| Herzogenbuchsee¹         | 6514                   | 9,8               |
| Inkwil                   | 658                    | 3,4               |
| Niederbipp               | 3850                   | 17,5              |
| Niederönz                | 1470                   | 2,8               |
| Oberbipp                 | 1544                   | 8,5               |
| Ochlenberg               | 607                    | 12,1              |
| Rumisberg                | 493                    | 5,2               |
| Seeberg                  | 1363                   | 15,8              |
| Thörigen                 | 1027                   | 4,5               |
| Walliswil bei Niederbipp | 224                    | 1,4               |
| Walliswil bei Wangen     | 578                    | 3,1               |
| Wangen an der Aare       | 2015                   | 5,2               |
| Wangenried               | 398                    | 2,9               |
| Wiedlisbach              | 2141                   | 7,5               |
| Wolfisberg               | 182                    | 2,4               |
| Total (23)               | 26.736                 | 151,4             |

### Cambios
- ¹ 1 de enero de 2008: agrupación de la comuna de Oberönz en la comuna de Herzogenbuchsee.
- ² 1 de enero de 2009: agrupación de las comunas de Röthenbach bei Herzogenbuchsee y de Wanzwil en la comuna de Heimenhausen.

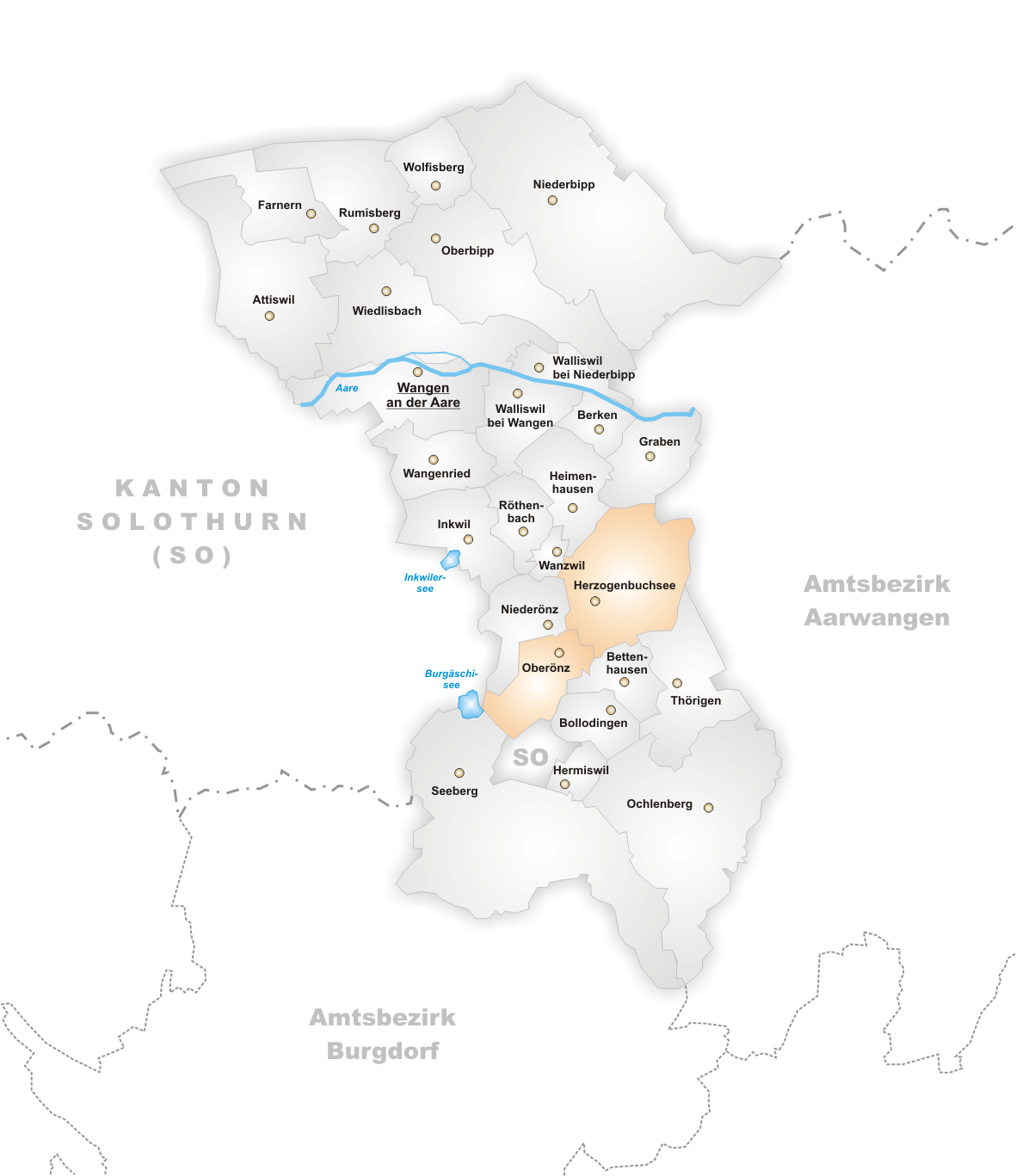
Comunas hasta el 2007
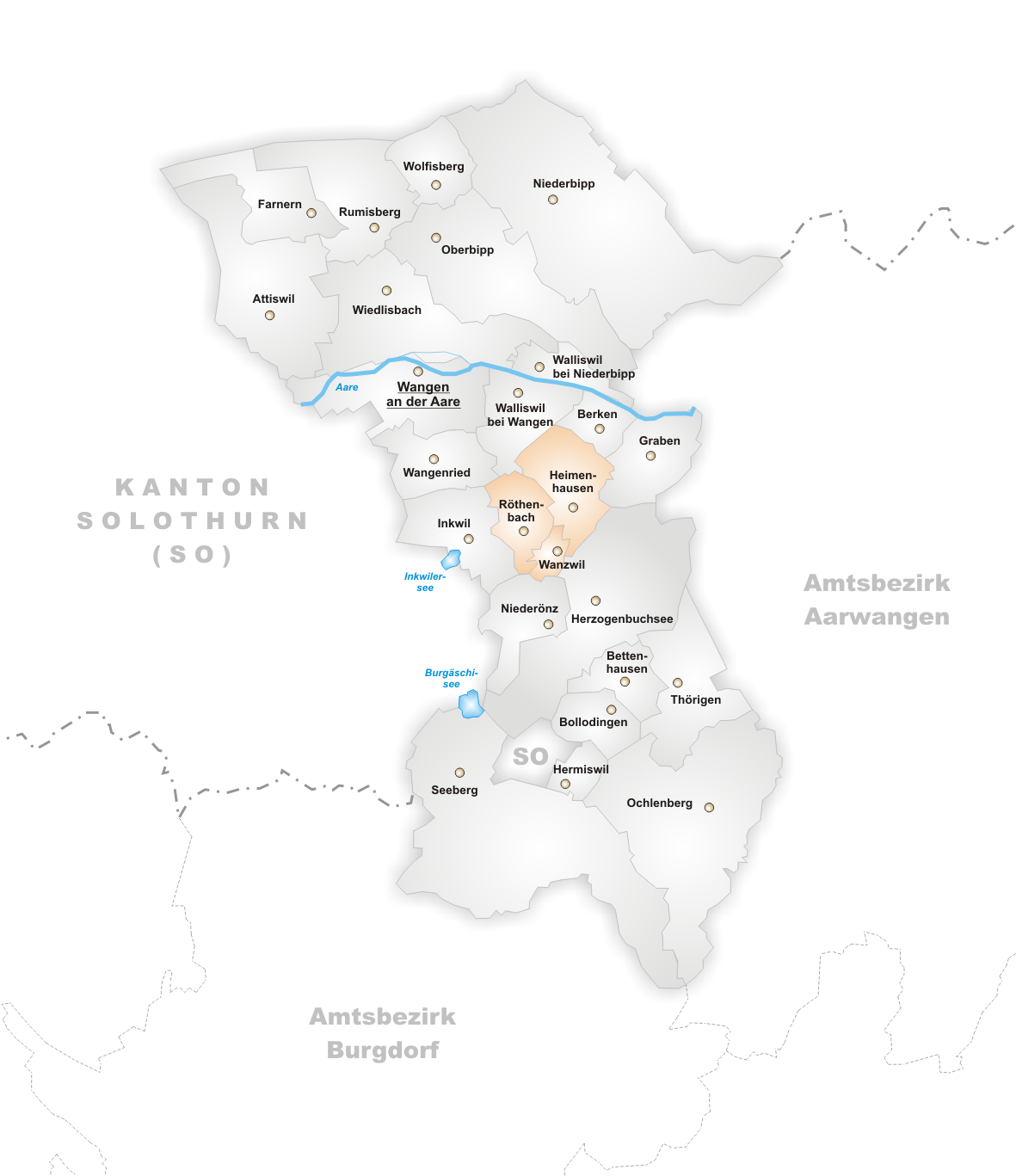
Comunas hasta el 2008

- Datos: Q666231
- Multimedia: Wangen (district) / Q666231